# Gabber Lover
Pour les articles homonymes, voir Gabber et Lover.
Pour plus de détails, voir Fiche technique et Distribution.
Gabber Lover est un court métrage français réalisé par Anna Cazenave Cambet en 2015. 
Il a été sélectionné en tant que film d'école à la Cinéfondation au Festival de Cannes en 2016 où il a été récompensé par la Queer Palm du meilleur court métrage.

## Synopsis
Dans les années 2000, deux jeunes filles de 13 ans, Mila et Laurie, participent à un festival gabber au bord d'un lac à Nérac. Mila est amoureuse de Laurie, et elle souhaite le lui dire.

## Fiche technique
- Titre original : Gabber Lover
- Réalisation : Anna Cazenave Cambet
- Assistant à la réalisation : Sylvain Augé
- Scripte : Pauline Feiler
- Scénario, dialogues : Anna Cazenave-Cambet, Marie-Stéphane Imbert, Marlène Poste
- Photographie : Pauline Sicard
- Son : Mikhael Kurc
- Montage : Joris Laquittant
- Musique : Charles Miette
- Mixeur : Grégoire Chauvot
- Directeur de production : Édouard Lalanne de Saint-Quentin
- Pays d'origine :  France
- Langue : français
- Production : La Fémis
- Durée : 13 minutes
- Genre : romance
- Date de sortie[3] : 18 mai 2016 (présentation au festival de Cannes)

## Distribution
- Laurie Reynal : Laurie
- Mila Lendormy : Mila
- Mohamed El Brinssi : le grand frère
- Victorien Cacioppo : le garçon dans la voiture

## Autour du film
- Gabber Lover est un projet d'école de cinéma, tourné en novembre 2015 aux alentours de Nérac, en Lot-et-Garonne. Sa réalisatrice, Anna Cazenave-Cambet, apprend par un coup de téléphone que le court métrage a été sélectionné pour la Cinéfondation au festival de Cannes[4].
- Le film est né du souhait de sa réalisatrice, élève en troisième année à La Femis en filière réalisation, de filmer les paysages de son enfance, la forêt, le silence, un silence organique mis en rupture avec la bande son du film, la musique gabber représentant la violence de l'adolescence. Il ne s'agit pas de la retranscription d'une histoire vécue ou dont la réalisatrice a été témoin, mais est une interprétation de ce que peut être une histoire d'amour adolescente, dans ce qu'elle peut avoir de violente et de « bordélique »[5].
- « Film de coming out »[6], il est projeté par la Cinéfondation dans la salle Buñuel le 18 mai 2016.

## Distinctions
- Queer Palm du meilleur court métrage au Festival de Cannes 2016
- Mention spéciale du jury au Festival du film de Cabourg 2016[7]
- 36e Festival International des Écoles de Cinéma de Munich (en) : « Young Talent Award » décerné par la Société de protection des droits d'auteur des producteurs de cinéma et de télévision (VFF) (de)
- Les Rencontres cinématographiques In&Out 2017 : Esperluette du meilleur court métrage